# Забрањено тући малу децу
„Забрањено тући малу децу” је југословенски ТВ филм из 1987. године. Режирао га је Миљенко Дерета а сценарио је написао Слободан Стојановић.

## Улоге
| Глумац                   | Улога      |
| ------------------------ | ---------- |
| Велимир Бата Живојиновић | Милиционер |